# Blackburn Rovers Football Club 2022-2023
Questa voce raccoglie le informazioni riguardanti il Blackburn Rovers Football Club nelle competizioni ufficiali della stagione 2022-2023.

## Maglie e sponsor
| Casa | Trasferta | Terza divisa |

Sponsor ufficiale: Totally Wicked
Fornitore tecnico: Macron

## Rosa

### Rosa 2022-2023
Aggiornata al 16 febbraio 2023.
| N. |                        | Ruolo | Calciatore          |
| -- | ---------------------- | ----- | ------------------- |
| 1  | Belgio (bandiera)      | P     | Thomas Kaminski     |
| 2  | Inghilterra (bandiera) | D     | Callum Brittain     |
| 3  | Inghilterra (bandiera) | D     | Harry Pickering     |
| 4  | Spagna (bandiera)      | D     | Daniel Ayala        |
| 5  | Scozia (bandiera)      | D     | Dominic Hyam        |
| 6  | Inghilterra (bandiera) | C     | Tyler Morton        |
| 7  | Inghilterra (bandiera) | D     | Tayo Edun           |
| 8  | Irlanda (bandiera)     | C     | Samuel Szmodics     |
| 9  | Inghilterra (bandiera) | A     | Sam Gallagher       |
| 10 | Inghilterra (bandiera) | A     | Tyrhys Dolan        |
| 11 | Inghilterra (bandiera) | D     | Joe Rankin-Costello |
| 13 | Inghilterra (bandiera) | P     | Aynsley Pears       |
| 14 | Galles (bandiera)      | A     | Sorba Thomas        |

| N. |                        | Ruolo | Calciatore              |
| -- | ---------------------- | ----- | ----------------------- |
| 15 | Inghilterra (bandiera) | C     | Clinton Mola            |
| 16 | Inghilterra (bandiera) | D     | Scott Wharton           |
| 17 | Inghilterra (bandiera) | D     | Hayden Carter           |
| 19 | Galles (bandiera)      | A     | Ryan Hedges             |
| 21 | Inghilterra (bandiera) | C     | John Buckley            |
| 22 | Cile (bandiera)        | A     | Ben Brereton            |
| 23 | Inghilterra (bandiera) | C     | Bradley Dack            |
| 27 | Inghilterra (bandiera) | C     | Lewis Travis (capitano) |
| 29 | Galles (bandiera)      | A     | Jack Vale               |
| 30 | Inghilterra (bandiera) | C     | Jake Garrett            |
| 33 | Inghilterra (bandiera) | D     | Ashley Phillips         |
| 36 | Inghilterra (bandiera) | C     | Adam Wharton            |